# Barbara Leuthard
Barbara Leuthard (* 4. Dezember 1981) ist eine Schweizer Leichtathletin. Sechsfache Schweizer Meisterin im Dreisprung.

## Sportliche Karriere
Leuthard startet für den TV Ibach und ist vielfache Schweizer Meisterin im Dreisprung und im Weitsprung. An den Leichtathletik-Halleneuropameisterschaften 2005 nahm sie im Weitsprung teil, konnte sich aber nicht für den Final qualifizieren.

## Erfolge
- Schweizer Meisterin Dreisprung 2004, 2006, 2007, 2008, 2009 und 2010
- Schweizer Meisterin Weitsprung 2003 und 2004
- Schweizer Hallenmeisterin Dreisprung 2004, 2005, 2007, 2011 und 2018
- Schweizer Hallenmeisterin Weitsprung 2004 und 2005

## Persönliche Bestleistungen
- Dreisprung: 13,40 m, 4. Juli 2004, Basel, Schweizer Rekord
  - Dreisprung (Halle): 13,29 m, 20. Februar 2005, Magglingen
- Weitsprung: 6,32 m, 26. Juni 2004, Bern
  - Weitsprung (Halle): 6,46 m, 19. Februar 2005, Magglingen